# 色克精額
色克精額（转写：Sekjingge，1763年—1842年），字維斋，佟佳氏，滿洲镶蓝旗人，清朝官员、清朝禮部尚書。
道光二十二年，接替奎照，擔任禮部尚書，后去世。由恩桂接任。